# Arabische woestijnpatrijs
De Arabische woestijnpatrijs (Ammoperdix heyi) is een vogel uit de familie fazantachtigen (Phasianidae). De wetenschappelijke naam van de soort is voor het eerst geldig gepubliceerd in 1825 door Temminck.

## Kenmerken
De Arabische woestijnpatrijs lijkt op een kleine, lichtgekleurde gewone patrijs. De vogel is 22 tot 25 cm lang en heeft net de als de patrijs roodbruine staarthoeken. De hals is blauwgrijs en het mannetje heeft een witte vlek achter het oog en wit tussen de snavel en het oog. Op de flanken een golvend strepenpatroon.

## Voorkomen
Er zijn vier ondersoorten:
- A.h. heyi (de Sinaï, Israël, Jordanië en de rest van het westen van het Arabisch Schiereiland)
- A.h. nicolli (Noordoost- tot Midden Egypte)
- A.h. cholmleyi (Midden-Egypte tot Noord-Soedan)
- A.h. intermedius (het zuiden van het Arabisch Schiereiland)

Het leefgebied bestaat uit bergachtig woestijngebied, stenige hellingen en wadi's. De vogel is niet schuw.

## Beschermingsstatus
De Arabische woestijnpatrijs heeft een groot verspreidingsgebied en daardoor is de kans op de status kwetsbaar (voor uitsterven) gering. De grootte van de populatie is niet gekwantificeerd, maar plaatselijk nog algemeen en de trend lijkt stabiel. Om deze redenen staat deze woestijnpatrijs als niet bedreigd op de Rode Lijst van de IUCN.